# Kirchberg an der Jagst
Kirchberg an der Jagst es una ciudad alemana perteneciente al distrito de Schwäbisch Hall de Baden-Wurtemberg.

## Localización
Se ubica sobre la autovía A6, a medio camino entre Núremberg y Stuttgart, a orillas del río Jagst.

## Historia
En la Edad Media, Kirchberg era una colina ubicada entre las ciudades imperiales de Schwäbisch Hall y Rothenburg ob der Tauber, donde por motivos estratégicos se construyó el castillo de Sulz, que estuvo en pie hasta su destrucción en la Guerra de los campesinos alemanes en 1525. La ciudad fue fundada en 1373, cuando Carlos IV de Luxemburgo autorizó a la Casa de Hohenlohe a construir y fortificar una ciudad aquí. Fue capital del condado, elevado en 1764 a principado, de Hohenlohe-Kirchberg, hasta que fue mediatizada por el reino de Baviera en 1806. En 1810 fue vendida por Baviera al reino de Wurtemberg.
La ciudad perdió importancia a partir del siglo XIX, cuando quedó fuera de las rutas ferroviarias. Sin embargo, aumentó su territorio en 1972 con la incorporación de los hasta entonces municipios de Gaggstatt y Hornberg, a los cuales se sumó Lendsiedel en 1975.

## Demografía
A 31 de diciembre de 2017 tiene 4352 habitantes.